# Одис
Одис — заводская порода декоративных собак, выведенная на Украине в конце XX века.

## История
В 1980-е годы одесскими кинологами проводились направленные вязки между породами — жесткошёрстный фокстерьер, карликовый пудель, мальтийская болонка. В результате данной селекционной работы к концу 1990-х годов образовалась группа собак, имевших общих предков и близких по экстерьеру. В 1999 году от принадлежавшей И. В. Бахаревой суки KROHA LAPUSHKA DIO PRESENT и кобеля ZIGFRID был получен помёт, все щенки которого оказались желательного для селекционеров типа. Рождённая в этом помете сука FRANSHIKA DIO PRESENT (владелец Бахарева И. В.) была признана в качестве эталона и стала родоначальницей новой породной группы, получившей название «одис» в честь города своего происхождения — Одессы.
В 2004 году Одис был официально признан Кинологическим союзом Украины (КСУ) в качестве породной группы. На состоявшейся в Одессе специальной пресс-конференции собаки новой породной группы были продемонстрированы журналистам. Во время пресс-конференции кем-то из журналистов название было расшифровано как аббревиатура — Одесская Домашняя Идеальная Собака. Данная юмористическая расшифровка понравилась создателям породы и стала употребляться официально.
В 2008 году Президиум Кинологического Союза Украины принял решение об утверждении Стандарта породы ОДИС и регистрации собак с выдачей им родословных установленного образца. 19.06.2018 года Президиумом КСУ был утверждён ныне действующий официальный Стандарт породы.

## Экстерьер
Энергичная жизнерадостная темпераментная собака. Агрессивное или слишком робкое поведение является дисквалифицирующим пороком.
Внешне одис имеет сходство с южнорусской овчаркой (ЮРО). Тело одиса покрыто густой шерстью длинной 7-15 см, хорошо развит подшёрсток. Уборный волос на голове формирует чёлку, усы и бороду. Существенное значение имеют общие размеры, сложение и пропорциональность. В силу небольших размеров собак данной породы важное значение имеет крепость костяка и сложения, при этом одис не должен быть перегруженным, неуклюжим или грубо сложенным. Не допустимы как высоконогость, так и приземистость. Одис должен мощно отталкиваться задними лапами, и выносить передние конечности очень широко — соответственно длине корпуса. Хвост опущен вниз в спокойном состоянии и приподнят над линией спины в возбуждённом.

## Признание
По состоянию на май 2016 года Одис не признан Международной кинологической федерацией, но в качестве породы, признанной Кинологическим союзом Украины, допускается к участию в международных выставках, а в ряде стран и в национальных выставках.

## Предназначение
Создатели одиса позиционируют породу как:

«Декоративную собаку-компаньона, обладающую хорошим здоровьем, крепкой нервной системой. Она доброжелательна и дружелюбна как к людям, так и к другим животным, неприхотлива в содержании. ОДИС отлично дрессируется, физически вынослив, любит длительные походы, способен стать отличным напарником в загородных прогулках для своего владельца. При этом ежедневный выгул ОДИСа не отнимает много времени. Длинная прекрасная шерсть ОДИСа не требует особого ухода, достаточно собаку купать по мере загрязнения. Эта процедура вместе с сушкой занимает минут сорок».— Сайт «ОДИС-клуба».